# Flavr Savr
Flavr Savr (también conocido como CGN-89564-2) fue un tomate genéticamente modificado, el primer alimento cultivado comercialmente fruto de la ingeniería genética al que se le concedió una licencia para el consumo humano. 
Fue producido por la empresa californiana Calgene, y presentado a la Administración de Medicamentos y Alimentos de los Estados Unidos (FDA) en 1992. El 18 de mayo de 1994 la FDA completó su evaluación del tomate Flavr Savr y el uso de APH(3')II, concluyendo que el tomate "es tan seguro como los tomates criados por medios convencionales" y "que el uso del aminoglucósido 3'-fosfotransferasa II es seguro para su uso como auxiliar de procesamiento en el desarrollo de nuevas variedades de tomate, aceite de colza y algodón destinados a uso alimentario". Se vendió por primera vez en 1994 y únicamente estuvo disponible durante unos pocos años antes de que cesara su producción en 1997. Calgene hizo historia, pero el aumento de los costes impidió que la empresa fuera rentable y finalmente fue adquirida por la empresa Monsanto. 

## Características
Los tomates tienen una corta vida útil en la que se mantienen firmes y maduros. Esta vida puede ser más corta que el tiempo necesario para que lleguen al mercado cuando se envían desde las zonas de cultivo de invierno a los mercados del norte. Al ablandarse durante el tránsito, también pueden sufrir daños.
Para hacer frente a esto, los tomates destinados al transporte marítimo a menudo se recogen mientras están inmaduros, o "verdes", y luego se acelera su maduración justo antes de su entrega mediante el uso de gas etileno que actúa como hormona vegetal. La desventaja de este enfoque es que el tomate no completa su proceso de crecimiento natural y el sabor final sufre como resultado.
A través de la ingeniería genética, Calgene esperaba ralentizar el proceso de maduración del tomate y así evitar que se ablandara, permitiendo al mismo tiempo que el tomate conservara su color y sabor natural. Esto le permitiría madurar completamente en la planta y posteriormente ser enviado a largas distancias sin ablandarse.
El Flavr Savr (nombre que se pronuncia en inglés Flavor Saver, "salvador del sabor") se hizo más resistente a la putrefacción añadiendo un gen antisentido que interfiere con la producción de la enzima Beta poligalacturonasa. La enzima normalmente degrada la pectina en las paredes celulares y resulta en el ablandamiento de la fruta, lo que la hace más susceptible de dañarse por infecciones fúngicas.
Flavr Savr resultó decepcionante para los investigadores en ese sentido, ya que el gen PG antisensible tuvo un efecto positivo en la vida útil, pero no en la firmeza de la fruta, por lo que los tomates todavía tenían que ser recolectados como cualquier otro tomate maduro no transgénico. Un sabor mejorado, que más tarde se logró a través de la mejora tradicional de Flavr Savr y de variedades de mejor sabor, también contribuiría a la venta de Flavr Savr a un precio superior en el supermercado.
La FDA declaró que no era necesario un etiquetado especial para estos tomates modificados porque tenían las características esenciales de los tomates no modificados. Específicamente, no había evidencia de riesgos para la salud y el contenido nutricional no se había visto modificado.
El fracaso del Flavr Savr se ha atribuido a la inexperiencia de Calgene en el negocio del cultivo y envío de tomates.

## Pasta de tomate
En el Reino Unido, Zeneca produjo una pasta de tomate que utilizaba una tecnología similar a la del Flavr Savr. Don Grierson participó en la investigación para hacer el tomate genéticamente modificado. Debido a las características del tomate, su producción era más barata que la de la pasta de tomate convencional, por lo que el producto era un 20% más barato. Entre 1996 y 1999, se vendieron 1,8 millones de latas, claramente etiquetadas como producto transgénico, en las principales cadenas de supermercados Sainsbury's y Safeway del país. En un momento dado la pasta superó a la pasta de tomate normal, pero las ventas cayeron en el otoño de 1998.
La Cámara de los Comunes del Reino Unido publicó un informe en el que afirmaba que la disminución de las ventas durante ese período estaba vinculada a la evolución de las percepciones de los consumidores respecto de los cultivos genéticamente modificados. En el informe se identificaban varios factores posibles, entre ellos el etiquetado del producto y la percepción de la elección, las campañas de presión y la atención de los medios de comunicación. Concluía que el tono de las noticias de los medios de comunicación sobre el tema sufrió un "cambio fundamental" en respuesta a un incidente de gran repercusión en el que el doctor Árpád Pusztai, investigador del Rowett Research Institute, fue despedido después de hacer una afirmación televisiva sobre los efectos perjudiciales en la salud de las ratas de laboratorio alimentadas con una dieta de patatas modificadas genéticamente. La subsiguiente revisión por pares y el testimonio de Pusztai llevaron al Comité de Ciencia y Tecnología de la Cámara a concluir que su afirmación inicial estaba "contradicha por sus propias pruebas". En el período intermedio, Sainsbury's y Safeway se comprometieron a que ninguno de sus productos de marca propia contendría ingredientes transgénicos.